# Полни хромозом
Полни хромозом или гонозом је хромозом на коме се налазе гени који учествују у детерминацији пола. Код сисара полни хромозоми се означавају као  и Y хромозом, док се код птица и лептира означавају са W и Z.